# Morris O'Brian

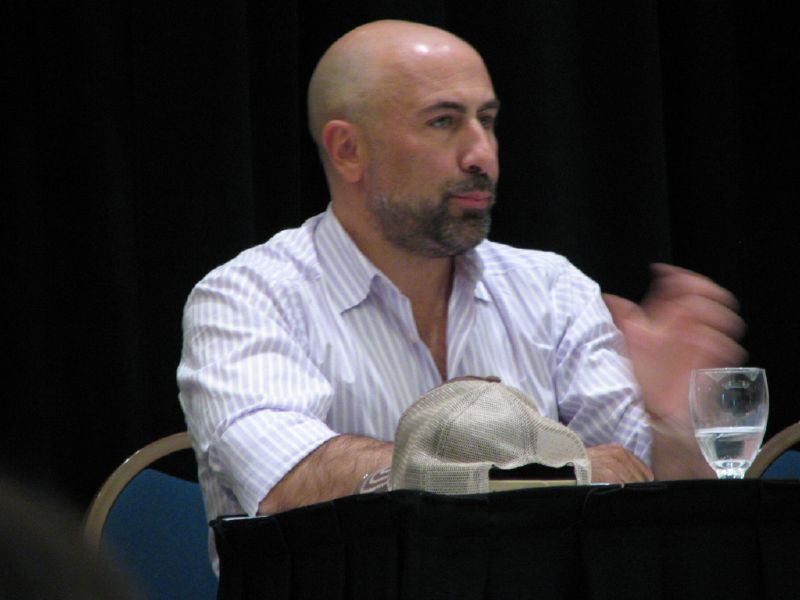
El actor Carlo Rota en 2007.

Morris O'Brian es un personaje ficticio de la serie de televisión 24 . Es interpretado por el actor Carlo Rota. Como se muestra en el día 6 (17:00-18:00), Morris puede hablar y comprender al menos parte de la lengua rusa.

## Caracterización
El actor Carlo Rota describe a Morris como un personaje complejo. Al principio de su aparición es un analista de sistemas en la UAT, y el marido (separados) de Chloe O'Brian, aunque los dos están juntos de nuevo en la temporada 6. Mientras esta encantadora, coqueta y hábil con los sistemas de UAT, alberga un pasado de alcoholismo. 

## Apariciones

### 24: Temporada 5
Morris se introdujo a finales de la 5 ª temporada, cuando Chloe, su exesposa, lo llama para ayudar a recuperar una grabación que implica  El Presidente Logan en la conspiración detrás del ataque con gas Sentox. Antes de esto, Morris trabajó vendiendo zapatos de mujer en Beverly Hills. Cuando Morris llega a la unidad antiterrorista (UAT), Chloe revela que en realidad lo llamó para ayudarla a ella ya que Jack Bauer cubre sus acciones al interferir con las comunicaciones de la UAT. Después de esto, Morris es enviado a entregar el equipo necesario para Jack, con el fin de grabar una confesión en video de Logan admitiendo sus actos. Más tarde, cuando Chloe se va a casa después de un día doloroso, como testigo de la muerte de su amigo Edgar Stiles, Bill le da una imagen de sí misma con Edgar, sonriendo, y ella comienza a emocionarse. Ella y Morris van a hablar de ello. 
Poco se revela sobre Morris, pero todo apunta a que el hecho de que él y Chloe tuvieron problemas debido a su trabajo y el comportamiento de Morris, con lo demostrado ser galante con las damas. Cuando Chloe se pregunta Bill Buchanan para dar autorización Morris, Bill es muy reacio a permitir que vuelva a CTU, lo que implica que han tenido un encuentro en el pasado. Morris habla con un acento Inglés sureño.

### 24: Temporada 6
Morris vuelve a la UAT a tiempo completo antes de los acontecimientos del día 6. Se le ve con frecuentes desacuerdos con su jefe, Milo Pressman, que también acaba de regresar a la UAT. Milo trabajó con Morris antes del día 6, como analista y colaborador, sin embargo los Morris dice que, como jefe, Milo es "un poco aburrido". 
Morris ha reanudado una relación con Chloe, algo que se plantea la hipótesis es la razón por la que Milo y el discuten, ya que Milo le culpa en la separación de Morris. Morris la consuela cuando están suponiendo que Jack Bauer va a ser asesinado, ya que ella y Jack eran amigos. Se trata de localizar a Jack con un satélite privado que tiene acceso a un trabajo de contratación en el pasado Uzbekistán. Sin embargo, jack se entera de la celebración de este y los contactos de la UAT (con la que había llegado a un acuerdo para no ser rastreados), lo que hace que Bill Buchanan  grite a Chloe y Morris. 
Durante todo el día la rivalidad entre Morris y Milo Pressman continúa y parece empeorar hasta que Chloe pierde la paciencia. Se informa que Chloe salió con Milo un par de veces, pero se da cuenta de que no había nada. 
Alrededor de las 24:55 durante el día 6, se revela que Abu Fayed tiene planes para obligar a Morris en la programación de al menos una de las cuatro bombas nucleares restantes, y se le saca fuera de la UAT por falsificación de información lo que implica que el hermano de Morris ha sido hospitalizado. Es secuestrado por Darren McCarthy y su novia, alrededor de las 24:58 
13:00 a 2:00 p. m., Jack sigue el automóvil en un helicóptero, hasta que McCarthy detiene el coche debajo de un puente y los vehículos de los interruptores. Morris informa a Rita McCarthy su novia que la UAt sólo sabe acerca de la participación de McCarthy, y le informa que será el responsable de miles de muertos si no interviene. Rita responde por disparos a quemarropa a McCarthy y deja su cuerpo en la calle, pero en vez de dejar a Morris, decide dárselo a Fayed y tomar el dinero por sí misma. 
Morris es llevado al apartamento de Fayed por Rita, que es ejecutads poco después, cuando ella dice que ella ha cometido un terrible error. Morris es torturado a golpes, con un taladro eléctrico en el hombro, y le ahogan en una bañera después de negarse a cooperar y afirmando que él es sólo un analista. Después de que Fayed amenaza a Morris de muerte, Morris se compromete a realizar la programación, y lo hace.La UAT llega, y Morris se salva de la ejecución de Fayed, pero se Fayed escapa. 
Morris es devuelto a la CTU y vuelve a su trabajo después de la persuasión de Chloe. Tras enterarse de que Milo se lesionó mientras intentaba proteger a Marilyn Bauer durante una misión sobre el terreno que salió mal, Morris se vuelve aún más avergonzado de su cumplimiento con Fayed. 
Morris sale de la UAT durante unos minutos para aclarar su cabeza. Entra en una tienda cercana donde se ve un reportaje en la televisión de la devastación en  Valencia, donde los hombres de Fayed habían detonado una de las armas nucleares al principio del día. Creyendo que sus acciones pueden conducir a una mayor destrucción, Morris desanimado compra una botella de whisky y toma un trago. De inmediato vienen sus sentidos que le obligan escupirlo. Regresa a la CTU con Chloe y cuando se enfrenta a él por el olor del whisky, admite la compra de la bebida, pero jura que lo escupió justo después y le suplica que le dé otra oportunidad. Chloe no se compromete a informar a Buchanan, pero le dice que llame a  Alcohólicos Anónimos  y le advierte que va a ser observado muy de cerca el resto del día. 
Morris trata de permanecer sobrio en su trabajo, aunque había indicios que no estaba funcionando a plena capacidad. Chloe finalmente se enfrentó a él en el baño de los hombres, en la que firmemente está fuera de control. Sin embargo, después, tira el resto del alcohol que compró en el fregadero y se centra de nuevo en su trabajo.

### 24: Temporada 7
Morris aparece brevemente a mitad de la temporada, buscando a Chloe, en las instalaciones de FBI.  Ayudó a descifrar unos archivos codificados sobre los planes de Jack, para el FBI a cambio de que liberen a su esposa y retiren todos los cargos en contra de ella, pues Chloe estaba bajo arresto por borrar un nombre en forma ilegal de un archivo a petición de Jack, para que este pudiera interrogarlo.

### Muerte
En los primeros capítulos de la temporada 9, Chloe le cuenta a Jack que Morris murió en un accidente de tránsito, junto con su hijo Presscott, al ser arrollado su auto por un camión al detenerse el en un semáforo luego de que recogiera a su hijo de la práctica de fútbol.  Según Chloe solo hubo un testigo del accidente, que vio el camión alejarse y estaba todo oscuro.